# Château de Schönering
Le château de Schönering est un château à Wilhering en Haute-Autriche.

## Histoire
Schönering est mentionné pour la première fois en 833 et la paroisse du même nom en 985 ; la paroisse fut probablement créée vers 750 par l'évêché de Passau en même temps que la paroisse de Hartkirchen.
Le vest ze Schönhering est mentionné en 1362. En 1362, les seigneurs d'Aisterheim publient une déclaration d'engagement à Ulrich von Schaunberg, dans laquelle ils jurent de garder leur forteresse de Schönering ouverte, après quoi ils reçoivent la forteresse comme un fief. En 1375, Wernhart von Aistershaim se fait appeler zu Schönhering. À cette époque, les Aistershamer possèdent le château d'Aistersheim, le château de Schönering et le château d'Eggenberg.
Le 20 septembre 1427, Engelhart der Grueber reçoit du diocèse de Passau le siège zw Schönhering comme fief. En 1472, Hanns Hohenfelder zu Schönering aurait siégé ici. Le siège des Schönering-Blankenburg aurait été détruit en 1477.
On pense que les travaux de terrassement d'un château sur une motte castrale au sommet de l'Eiselsberg, à environ 0,7 km du village de Schönering, auraient dégagé l'emplacement du château de Schönering. Un balayage laser aérien et des inspections répétées ont permis de s'assurer que le site de la découverte est très probablement le château de Schönering. Il y a une motte castrale avec un noyau tronconique.